# Hermann Thorens
Hermann Thorens (* 24. Februar 1856 in Elberfeld; † 13. Oktober 1943 in Sainte-Croix) war ein Schweizer Musikunternehmer. Er produzierte anfangs Spieldosen, später Phonographen unter dem Markennamen Thorens.

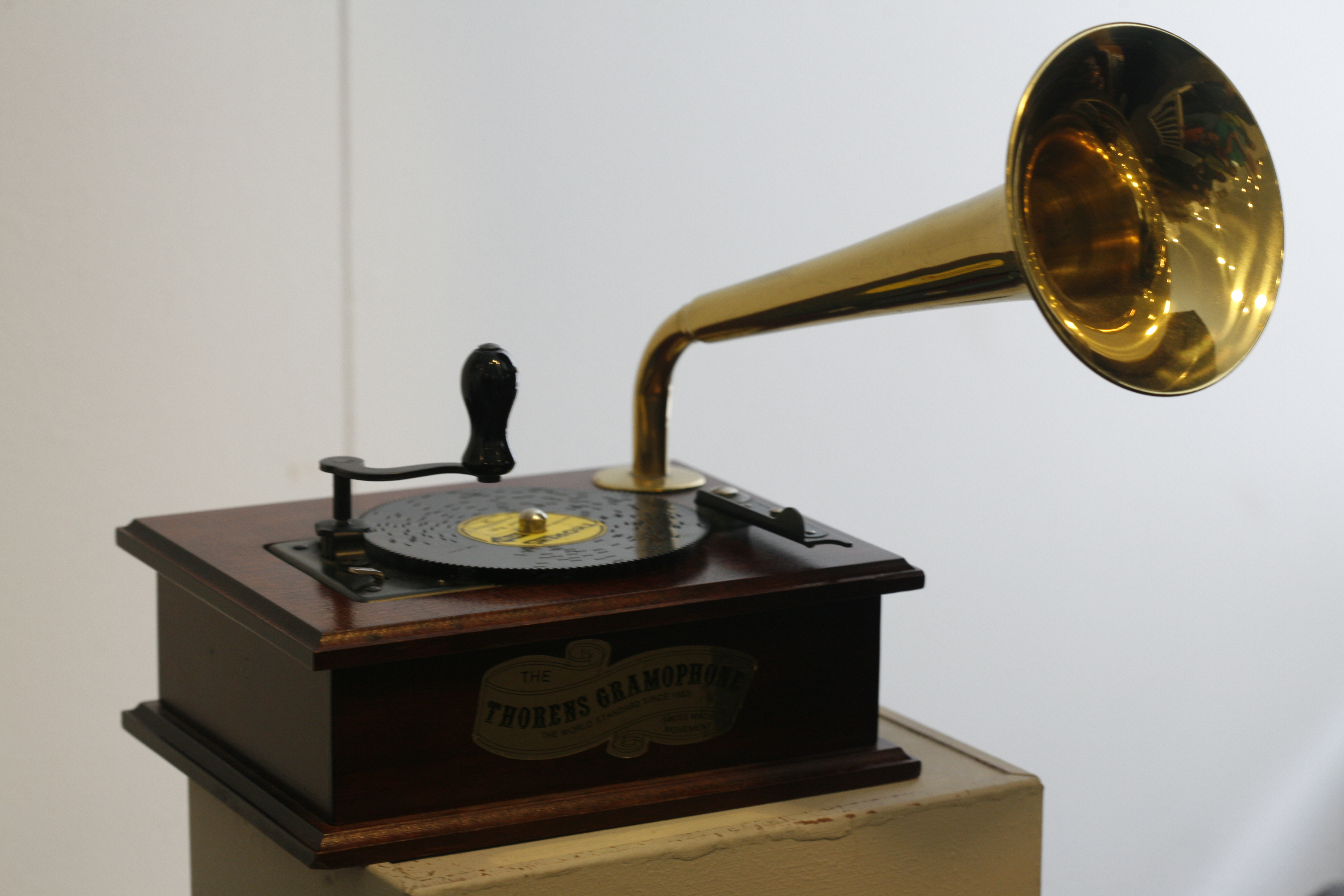
Thorens-Plattenspieler im Centre International de Mécanique d’Art (CIMA), Sainte-Croix

Fabrikgelände in Sainte-Croix, 1925

## Leben und Werk
Hermann Thorens entstammte einer Familie, die vom industriellen Umfeld geprägt wurde. Sein Vater Henri war als Stoffmaler und Zeichner in der Industrie tätig. Seine Mutter war Louise, geborene Guilloud. In den 1880er Jahren verlegte er seine Wirkstätte in die Schweiz. Die Familie seiner Mutter stammte aus Concise am Neuenburgersee. Dort absolvierte er eine Lehre als Klavierstimmer bei seinem Onkel und späteren Schwiegervater Frédéric.
In Sainte-Croix meldete er 1883 ein Gewerbe als Familienunternehmen mit dem Zweck der Herstellung von Spieldosen und Uhrwerken an. Hermann war zweimal verheiratet: zunächst mit Jenny, Tochter des Kupferstechers Frédéric Thorens, genannt Fritz, danach mit Fanny, Schwester von Jenny. So wurde er Schwager von Ernest Paillard.
Neben seinem Unternehmen war er auch erfolgreich für die Gemeinde tätig. Er war Mitglied im Gemeinderat von Sainte-Croix und engagierte sich in der Zwischenkriegszeit für den Bau von Arbeiterwohnungen. Er stand der Gesellschaft Waadtländischer Arbeitervereine vor und war Vizepräsident des Centre patronal, des Groupe patronal des géomètres vaudois und der Société des troupes de forteresse de Suisse romande.
1903 begann er in seinem Unternehmen mit der Produktion des Edison Home Phonographe, der mit seinen Spieldosen konkurrierte, drei Jahre später zusätzlich zum Abspielen von Schellack-Platten mit Horn in der Bauweise, die wir noch heute aus zeitgenössischen Abbildungen kennen. 1913 baute er einen zusätzlichen Geschäftszweig auf, die Produktion von Zigarettenanzündern, der bis 1964 florierte. 1914 bis 1921 und dann wieder von 1938 bis 1952 baute er auch Mundharmonikas. 1927 überführte er das Einzelunternehmen in eine Aktiengesellschaft. 1936 wurde er Ehrenbürger seiner Heimatstadt Sainte-Croix. Als Hermann Thorens 1943 starb, «wurden auch komplizierte elektrische Plattenwechslergrammophone und Schallplattenschneidemaschinen produziert».